# Lonny
Lonny ist eine französische Gemeinde mit 618 Einwohnern (Stand: 1. Januar 2022) im Département Ardennes in der Region Grand Est (bis 2015 Champagne-Ardenne). Sie gehört zum Arrondissement Charleville-Mézières, zum Kanton Rocroi und zum Gemeindeverband Ardennes Thiérache. 

## Geografie
Die Gemeinde Lonny liegt am Südwestrand der Ardennen im 2011 gegründeten Regionalen Naturpark Ardennen, zwölf Kilometer nordwestlich von Charleville-Mézières. Umgeben wird Lonny von den Nachbargemeinden Harcy im Nordwesten und Norden, Renwez im Norden und Nordosten, Cliron im Osten, Ham-les-Moines im Süden sowie Sormonne im Westen.

## Bevölkerungsentwicklung
| Jahr                       | 1962 | 1968 | 1975 | 1982 | 1990 | 1999 | 2006 | 2011 | 2019 |
| Einwohner                  | 431  | 419  | 394  | 389  | 371  | 414  | 418  | 611  | 627  |
| Quellen: Cassini und INSEE |      |      |      |      |      |      |      |      |      |

## Sehenswürdigkeiten

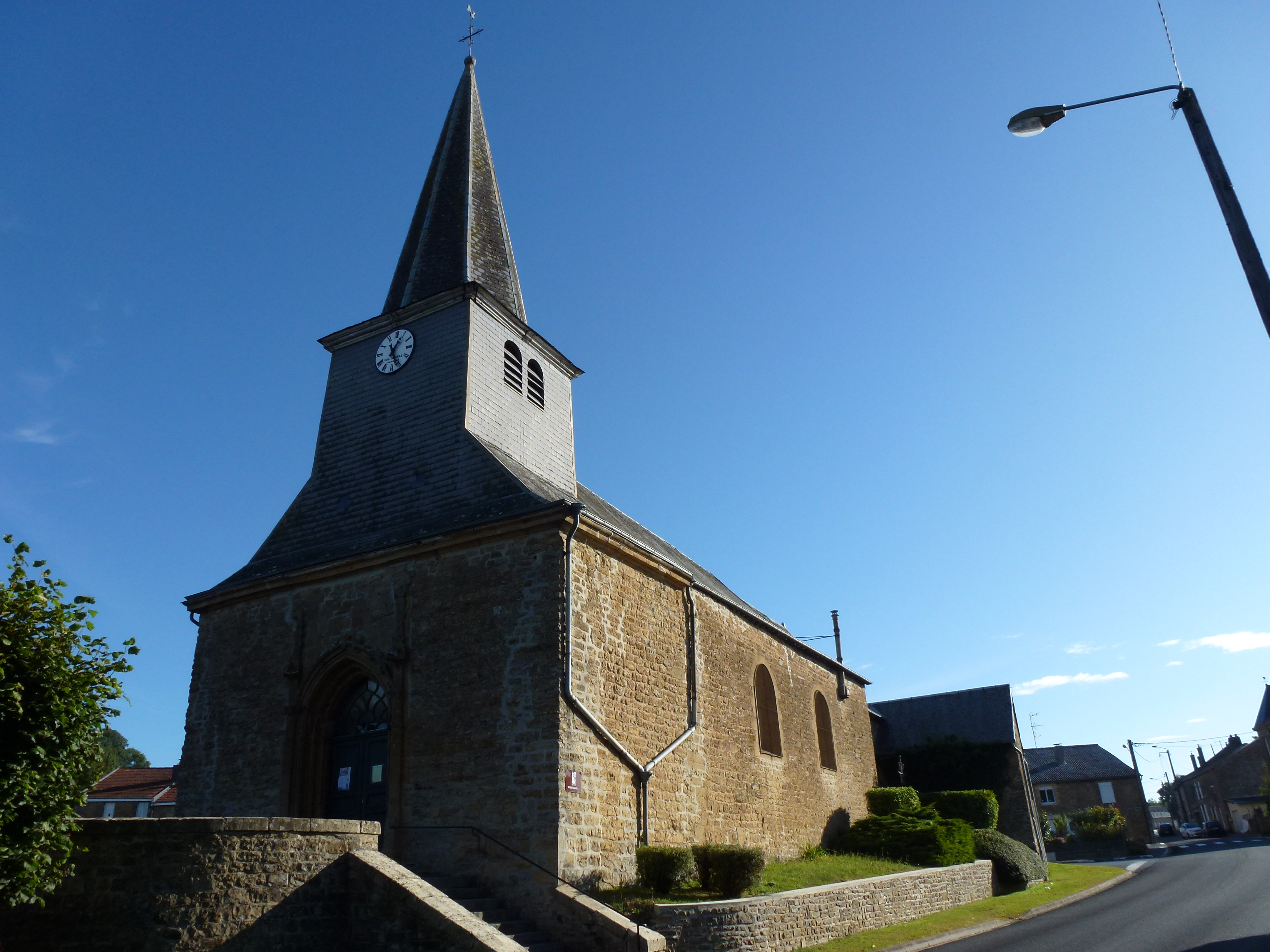
Kirche Saint-Rémi

- Kirche Saint-Rémi

## Persönlichkeiten
- Michel Pinçon (1942–2022), Soziologe